# ハンター・パリッシュ

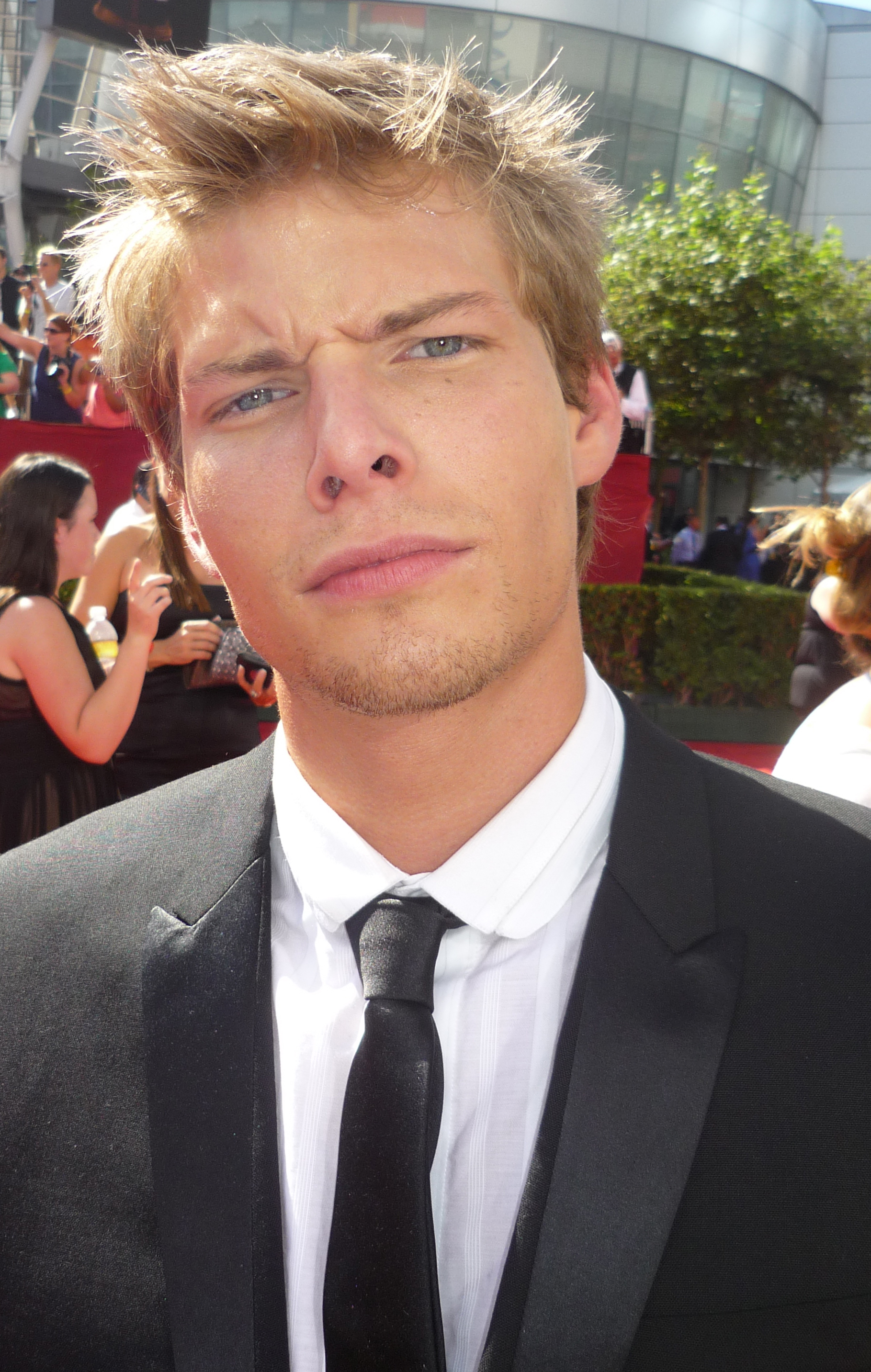
ハンター・パリッシュ

ハンター・パリッシュ（Hunter Parrish 1987年5月13日 - ）は、アメリカ人俳優かつ歌手。アメリカのテレビドラマWeedsのサイラス・ボトウィン役として知られている。

## 生まれ
1987年5月13日にバージニア州リッチモンド生まれ。母はアニー・パリッシュ、父はブルース・サープ。

## 俳優として
アメリカのショウタイム局で放送されているコメディ系テレビドラマ『WEEDS〜ママの秘密』にサイラス・ボトウィンとして出演している。このドラマはカリフォルニア州に住んでいるナンシー・ボトウィンが夫を亡くし、二人の息子を育てるために、大麻の密売人になる話である。サイラスはナンシーの長男であり、父親を亡くした悲しみを乗り越えられず、薬物や女遊びにはしっている。

## ハンター・パリッシュの言葉
1. ドラマ『WEEDS〜ママの秘密』でしばしば上半身裸になっていることについて
「契約しているわけじゃないけど、そういう役柄だからね。昨シーズン初めてお尻を出さなきゃいけなかったんだ。やるかどうかとても悩んだね。撮影の日の朝までどうするか決めなかったんだ。両親に電話して「もし僕がこれをやったら勘当する？」って聞いたんだよ。僕のすべての決意を親に訊いてる訳じゃないけど、彼らがサポートしてくれて、僕のことをよく知ってくれているのはいいことだね。」
（"It’s not contractual, it’s just where my storyline is. I had to show my butt last season for the first time. And I had a hard time deciding whether to do it — we didn’t decide until the morning of the shoot. . . I called my parents and I was like, "Are you guys going to disown me if I do this?" ‐ I don’t make all my decisions by them but it was nice to hear that they were supportive and clued-in.）[2]
2. テレビで年上の女性とよく寝ていることについて
「もしかしたら、年上の女性が関係しているって分かると良い演技ができるのかもしれないね。」
（"I don’t know. Maybe I’m a better actor when I know there’s going to be an older woman involved."）[2]
と言っている